# Veduggio con Colzano
Veduggio con Colzano là một đô thị ở tỉnh Monza và Brianza, vùng Lombardia của Italia, khoảng 30 km về phía bắc của Milano. Tại thời điểm ngày 31 tháng 12 năm 2004, đô thị này có dân số 4.368 người và diện tích là 3,5 km².
Veduggio con Colzano giáp các đô thị: Nibionno, Inverigo, Cassago Brianza, Briosco, Renate.